# New Orleans Square
New Orleans Square est un land qui n'existe qu'à Disneyland mais on peut voir une zone similaire à Tokyo Disneyland. C'est le premier land à avoir été ajouté à Disneyland. Sa position et son décor recherché en fait l'un des plus agréables endroits du parc.

## Le concept
Le concept de base était d'en faire une simple et agréable place (square) inspirée de la ville de La Nouvelle-Orléans (Louisiane) au XIXe siècle mais depuis son ouverture il est difficile d'en délimiter les contours. Le land a été inauguré par Walt Disney et le maire de  La Nouvelle-Orléans le 24 juillet 1966, quelques mois avant sa mort. La raison de ce thème serait dû à la découverte dans cette ville par Walt d'un oiseau mécanique qui lui inspira les audio-animatronics et par le fait que l'architecture Vieux carré français allait donner un cachet aux rives de la Rivers of America.
New Orleans Square est niché entre Adventureland au sud-est, Critter Country au nord et Frontierland à l'est avec lequel il partage les rives de Rivers of America sans qu'elles ne lui soient rattachées. Ainsi l'embarcadère des radeaux pour Tom Sawyer Island situé au bord de la rivière vers le centre de gravité du land appartient à Frontierland.
Le land est découpé en deux sections :
- Au sud, le quartier français rappelant le Vieux carré français de La Nouvelle-Orléans. C'est cette partie qui est le cœur du land.
- Au nord, un espace dégagé en bord de rivière où trône la bâtisse de The Haunted Mansion digne des maisons de maître installées dans le plantations du sud-est des États-Unis.

## Les parcs

### Disneyland
Le premier édifice de New Orleans Square, la bâtisse devant servir d'entrée à The Haunted Mansion, s'éleva en 1962 soit quatre ans avant l'ouverture. Le 24 juillet 1966, la zone est inaugurée mais l'attraction The Haunted Mansion n'ouvre que le 9 août 1969 en raison de problèmes techniques et des projets liés à la Foire internationale de New York 1964-1965. L'autre attraction du land, Pirates of the Caribbean, n'ouvre que le 18 mars 1967 soit presque neuf mois après l'inauguration et quatre après la mort de Walt Disney.
Toutefois les deux attractions se marient formidablement avec le thème du land. New Orleans Square est aussi l'une des quatre gares du Disneyland Railroad. On peut y entendre en morse, les deux premières phrases de la dédicace faite par Walt lors de l'inauguration de Disneyland.
Le New Orleans Square accueille aussi un club privé fait unique dans les parcs Disney : le Club 33. Il existe toutefois des zones réservées aux partenaires dans certains parcs ou pavillons (comme à Epcot).
À Disneyland, New Orleans Square comprend les attractions
- The Haunted Mansion
- Pirates of the Caribbean
- Disneyland Railroad

Afin de subvenir à certains besoins pour le parc et malgré l'espace exigu de ce land, il comprend bien d'autres éléments dont 
- pour le public : deux attractions, plusieurs restaurants et boutiques
- pour les coulisses : des bureaux, une cafétéria pour les employés, une cuisine souterraine pour les restaurants

### Tokyo Disneyland
Toutefois Tokyo Disneyland possède une section dans Adventureland qui arbore la même architecture ainsi que les mêmes boutiques, située autour de l'attraction Pirates of the Caribbean.

## Faits Divers
- En 1966, Walt Disney nomma Victor H. Schiro le vrai maire d'alors de La Nouvelle-Orléans, maire de New Orleans Square.
- Avant que New Orleans Square soit construit un land nommé Holidayland occupait en partie l'espace.
- La zone a été présentée le 21 janvier 1968 à la télévision dans l'émission The Wonderful World of Disney sur NBC[2].

### La controverse de Kimberly Williamson Butler
En 2006, une candidate aux élections municipales de la Nouvelle-Orleans fut mis sur le devant de la scène en raison de la photo principale de son site internet. Kimberly Williamson Butler posait devant des maisons d'architectures typique du Carré Français de la ville aux balcons parés de fleurs. Cette photo ornait la page principale du site web officiel du candidat.
Toutefois la vue montrait clairement que la rue décrivait une courbe or le carré français doit son nom en partir à son tracé rectiligne. Ensuite, une poubelle était visible dans le fond et elle avait l'aspect typique de celle des parcs Disney (à savoir un parallélépipède rectangle dont les deux angles supérieurs sont arrondis). De plus une pancarte assez large semblait avoir été repeinte de couleur uniforme (celle du restaurant le Blue Bayou).

Ces éléments arguèrent en la faveur de la rumeur disant que le candidat avait été pris en photo à Disneyland et non en Louisiane.
D'après Associated Press, la rumeur arriva aux oreilles du service Communications de Disney. En date du 18 avril, la poubelle typique disparut de la photo du site suivie le 19 avril par la totalité de la-dite photo.

## Source
- www.wwltv.com
- www.mouseplanet.com